# Adèle de Batz de Trenquelléon
Adèle de Batz de Trenquelléon, in religione Maria della Concezione (Feugarolles, 10 giugno 1789 – Agen, 10 gennaio 1828), è stata una religiosa francese e fondatrice delle Figlie di Maria Immacolata di Agen.